# Bakalca
Bakalca je jed iz ovčjega mesa in zelenjave, ki se postreže z žlikrofi. Značilna je za Idrijsko.